# Прохоров, Василий Александрович
Прохоров Василий Александрович (1818 или 1819 — 28 июня [10 июля] 1882, Старый Петергоф) — российский археолог и этнограф, преподаватель Санкт-Петербургской Академии Художеств. Основатель нескольких малых музеев, издатель и редактор научных журналов.

## Биография
Родился в 1818 или 1819 году в Орловской губернии в семье протоиерея, который вскоре был переведён в Екатеринослав, а потом в Херсон.
Учился в Херсонской духовной семинарии, по окончании которой в 1839 году был определён преподавателем в приходское училище в Одессе. Спустя два года вышел в отставку и в мае 1842 года подал прошение об увольнении его из духовного звания. В том же году он поступил в Санкт-Петербургскую Академию художеств, где учился у А. Т. Маркова. По другим сведениям, В 1838 году окончил Ришельевский лицей и сразу переехал в Санкт-Петербург. Убедившись в отсутствии настоящего художественного призвания, дойдя только до натурного класса, он оставил Академию и поступил преподавателем истории в Морской кадетский корпус.
Но главным его занятием было изучение древнерусского и византийского искусства. Очень скоро он приобрёл репутацию одного из лучших знатоков древней русской иконописи, архитектуры и художественно-бытовых памятников или, по словам Костомарова, «скромного, но полезного и почтенного археолога».
Иллюстрируя свои уроки картинками и рисунками из древнего мира, в 1851 году он издал, на средства корпуса, «Историю древнего мира», а в 1857 году — «Историю Рима», со многими иллюстрациями. С 1854 по 1857 год заведовал редакцией «Журнала общеполезных сведений». В 1857 году вышел в отставку. Его коллекция предметов древнерусского производства, имевших художественно-национальный характер, стала одной из самых замечательных в России.
Вице-президент Академии художеств князь Г. Г. Гагарин, решил устроить при Академии «Музей православного иконописания», впоследствии названный: «Древнехристианский музей». Познакомившись с Прохоровым, князь Гагарин пригласил его в 1860 году преподавателем всеобщей истории, с курсом христианских и русских древностей и поручил ему создание музея. Преподавал Прохоров только один год и с 1861 года в течение 22 лет был хранителем нового музея. Академия неоднократно направляла его в поездки по России для поиска предметов, касающихся истории древнерусского искусства. В дополнение к этому музею, Прохоров устроил ещё и русский бытовой, а при Географическом обществе — этнографический музей.
С 1862 по 1877 год (с перерывами) он издавал художественно-археологический журнал «Христианские древности и археология», главное достоинство которого заключалось в богатстве рисунков, изображающих древние памятники византийского искусства и произведения киевского, новгородско-псковского, владимирского и московского старинного зодчества. Специально для издания этого журнала Прохоров открыл хромолитографическую типографию.
Член Петербургского общества архитекторов, хранитель исторического музея Императорской академии художеств.
Умер 28 июня (10 июля) 1882 года. Был похоронен на Смоленском православном кладбище, могила не сохранилась.

### Книги
- «Русские Древности» (Санкт-Петербург, 1871—1877, 2 тома)
- «Краткий очерк всеобщей истории для воспитанников морского кадетского корпуса» (Санкт-Петербург, 1851—1857, 2 вып.)
- «Науки в игрушках, развивающие умственные способности и познания детей» (2 ч., Санкт-Петербург, 1857).

### Монографии
- «Описание церкви святого Георгия в Рюриковой Староладожской крепости» (1871)
- «Материалы при исследовании истории архитектуры в России», заключающие подробную историю древнерусской архитектуры
- «Материалы по истории русских одежд и обстановки жизни народной» (Санкт-Петербург: тип. Имп. Акад. наук, 1881—1885. - 4 т.)[5]:
  - Том 1.: Доисторическое время; 2. Период исторический. — 1881;
  - Том 2. — 1883;
  - Том. 3: О мебели в Древней России. — 1884;
  - Том 4.: Изразцы в древне-русском искусстве. — 1885
- «Болгарские раскопки близ Эски-Загры» (1882)

### Статьи
- «Две плитки с загадочными монограммами и изображениями» («Известия Императорского Археологического Общества», 1862, т. IV)
- «О древних саблях с греческими, славянскими и другими надписями» (Санкт-Петербург, 1878, брошюра)
- «Очерк истории византийского искусства и обзор русской архитектуры» («Труды 3-го Археологического Съезда», т. 1)
- «О раскопке курганов близ Бологова» («Сборник Археологического Института», 1880, книга 3)
- «О древнем деревянном храме в Ребольском погосте Тихвинского уезда Новгородской губернии» (Санкт-Петербург, 1881, брошюра)